# 泰亚高·艾华斯·法加
泰亞高·艾華斯·法加（Tiago Alves Fraga，1981年3月2日—），是巴西的足球運動員，司職中場。

## 球會生涯
他在2009年7月13日與柏斯波利斯簽下兩年合約。
| 球季  | 球隊       | 國家 | 級別 | 上陣 | 入球 | 助攻 |
| ----- | ---------- | ---- | ---- | ---- | ---- | ---- |
| 09/10 | 柏斯波利斯 | 伊朗 | 1    | 3    | 0    | 0    |